# НИИ шинной промышленности
НИИ шинной промышленности (Научно-исследовательский институт шинной промышленности; НИИШП) — был создан постановлением ЦК ВКП (б) и Совета Народных Комиссаров СССР от 29 марта 1941 г. на базе лаборатории Научно-исследовательского экспериментального института резиновой промышленности (НИЭИРП) для решения задач, связанных с обороной страны.

## Деятельность
В НИИШП проводились испытания шин для:
- военно-промышленного комплекса,
- гражданских самолётов,
- автомобилей.

В задачи НИИШП входили конструирование шин, разработка технологии их производства, рецептуры резин, теоретические и поисковые исследования в этих направлениях.
В годы войны все усилия института были направлены на оказание технической помощи промышленности, обеспечивающей фронт вооружением и военной техникой. Работами НИИШП в этот период и первые послевоенные годы руководили директор института А.С. Федотова[когда?], его сотрудники В.Ф. Евстратов, В.В.Горохов, Г.Н. Буйко, И.И. Селезнев, В.А. Пинегин, В.П. Зуев, П.Н. Орловский и другие. Член-корреспондент АН СССР доктор технических наук профессор В.Ф. Евстратов долгие годы являлся заместителем директора института по научной работе и внес неоценимый вклад практически во всё, что было создано в институте. Во время войны работы проводились непосредственно на шинных заводах, опытном заводе института, Ярославском и Омском шинных заводах.
В годы войны и первые послевоенные годы при непосредственном участии НИИШП были восстановлены разрушенные войной Ленинградский и Ярославский шинные заводы,  освоены мощности на Воронежском, Ереванском,  Кировском, Московском, Омском шинных заводах. Основные разработки института в этот период — шины 260-20, 210-20 для автомобилей ЗИЛ и ГАЗ, за освоение которых были удостоены Государственной премией СССР Г.Н. Буйко и И.И. Селезнев, авиационные шины для реактивных самолетов. Их разработка и освоение были также отмечены Государственной премией СССР. Среди её лауреатов были сотрудники НИИШП Н.Н. Линьков, А.В. Брайковский, В.Ф. Евстратов и М.В. Тимофеева.
Важное значение имели научно-исследовательские и опытные работы по созданию технологических процессов получения технического углерода из жидкого сырья, за что работникам института В.П.Зуеву и П.Н.Орловскому была присуждена Государственная премия СССР.
В 1959-62 гг. НИИШП принимал непосредственное участие в пуске Бакинского, Красноярского, Волжского и Днепропетровского шинных заводов. Последний являлся заводом третьего поколения и отвечал тогдашним передовым требованиям техники и технологии шинного производства.Илья Львович Шмурак
- В начале 1960-х годов институтом были разработаны комбинированные радиальные шины с радиальным расположением текстильного корда в каркасе и брекером, армированным металлокордом, в том числе  шины 200-20Р для автомобиля ГАЗ-51 с вискозным кордом в каркасе.
- В течение 1960-65 годов были разработаны и внедрены в производство шины 260-508Р, 240-508Р, 200-508Р для автомобилей ЗИЛ-130, ГАЗ-53 и ГАЗ-51.
- В 1969 году НИИШП принимал активное участие в пуске Барнаульского шинного завода,
  - в 1972 году — Белорусского и Белоцерковского шинных заводов, а
  - в 1979 и 1981 году — самых современных по тому времени: Нижнекамского и Чимкентского шинных заводов.
- Существенное повышение качества комбинированных радиальных шин было получено в результате применения термообработанного капронового корда в каркасе.
- При конструировании радиальных шин использовались созданные в НИИ теоретические основы построения профиля и расчёта прочностных характеристик радиальных шин.
- В течение 1970-1990-х годов много было сделано для создания и внедрения перспективных легковых радиальных шин, в каркасе которых с середины 1990-х годов стали применять полиэфирный корд.
- Начиная с 1983 года, институтом разрабатывались грузовые радиальные шины с металлокордом в каркасе и брекере (ЦМК-шины),  совершенствование и внедрение которых продолжается и поныне.
- На протяжении всей своей истории НИИШП создавал и внедрял шины и другие изделия для современных самолетов и другой оборонной техники.
  - Апофеозом этих работ стало создание и изготовление шин для космического челнока «Буран», полёт которого состоялся в ноябре 1988 года.
- В НИИШП'е была также создана принципиально новая технология изготовления литьевых олигомерных шин, которую не удалось довести до внедрения из-за отсутствия необходимого финансирования.
- В силу особенностей сложившейся в СССР ситуации, шинные резины основывались на применении синтетического каучука (СК).
  - Поэтому неотъемлемой составляющей создания высококачественных отечественных шин в период с конца 1950-х годов по 1980-е годы включительно явились разработка и внедрение шинных резин на основе СК. За освоение этих резин ряд сотрудников института были удостоены премии Совета Министров СССР.
  - Важную роль в создании таких резин сыграло использование модификаторов (в сотрудничестве c кафедрой физики и химии каучука Московского института тонкой химической технологии) и современных антиоксидантов и антиозонантов[англ.].
  - В тот же период много было сделано в области освоения новых армирующих материалов (капронового корда и металлокорда) и технологических процессов их переработки (Е.Я. Яминская, Р.В. Узина, М.С. Достян, Т.В. Ионова, Б.И. Волнухин, В.Я. Генин, И.Л. Шмурак, Н.В. Кропина и др.).
  - Также в этот период были разработаны и освоены новые технологические процессы и оборудование для изготовления резиновых смесей, заготовительно-сборочных процессов  и  вулканизации.
- Из других областей деятельности института отмечаются проведённые с начала 1950-х годов работы по:
  - восстановлению шин, использованию изношенных шин и отходов производства,
  - комплексу испытаний готовых шин различного назначения и их сертификации,
  - техно-экономические исследования.
- НИЦ «НИИШП» — организатор ежегодно проводимой Международной научно-практической конференции «Резиновая промышленность. Сырье, материалы, технологии».

## Руководство
- А.С. Федотова[1][когда?], директор, Герой Социалистического Труда
- 1959 — 1987 — П.Ф. Баденков, директор, Герой Социалистического Труда
- …[кто?]
- Эдуард Олевинский, арбитражный управляющий[когда?] ФГУП «НИИШП»
- с 6 июня 2003 года — Орурк Олег Ипполитович[2], гендиректор[когда?] ОАО «НИИШП».
- 2003 — 2013 — Константин Певчих, гендиректор ООО «Научно-технический центр НИИШП» (НТЦ НИИШП).
- C 2013 года — Пичугин, Александр Матвеевич, директор ООО «НИЦ „НИИШП“».

## Преобразования
- ФГУП «НИИШП»,
- ОАО «НИИШП»,
- 2004 год — ООО НТЦ «НИИШП»,
- С 2013 года — ООО «НИЦ „НИИШП“».

Находится в Москве, на улице Буракова, 27.

## Награды
- Указом Президиума Верховного Совета СССР от 13 мая 1966 г., НИИШП был награждён орденом Ленина.

## Издания
Институтом издаётся информационно-аналитический сборник «Вопросы практической технологии изготовления шин» («ВПТ»).